# (21019) 1988 VC2
1988 في سي 2 (ويعرف أيضًا باسم (21019) 1988 في سي 2 وفق تسمية الكوكب الصغير) (بالإنجليزية: 1988 VC2)‏ هو كويكب ضمن حزام الكويكبات؛ وترتيبه 21019 من حيث الاكتشاف.
اكتُشف هذا الجُرم الفلكي بواسطة هيروشي كانيدا في 2 نوفمبر 1988.

## وصلات خارجية
- (21019) 1988 VC2 في قاعدة بيانات مختبر الدفع النفاث لأجرام النظام الشمسي الصغيرة

- الاكتشاف · مخطط المدار ·  العناصر المدارية · المعلمات المادية

- (21019) 1988 VC2 على موقع ويكي سكاي: DSS2, SDSS, GALEX, IRAS, Hydrogen α, X-Ray, Astrophoto, Sky Map, Articles and images